# 三重県道551号白子停車場線
三重県道551号白子停車場線（みえけんどう551ごう しろこていしゃじょうせん）は、三重県鈴鹿市を通る一般県道である。

## 概要
鈴鹿市白子本町から鈴鹿市江島本町に至る。

### 路線データ
- 起点：鈴鹿市白子本町（近鉄名古屋線 白子駅前、三重県道642号国府白子停車場線終点）
- 終点：鈴鹿市江島本町（三重県道6号四日市楠鈴鹿線交点）
- 総延長：329 m

## 地理

### 通過する自治体
- 鈴鹿市

### 交差する道路
| 交差する道路                  | 交差する場所 | 交差する場所 |
| ----------------------------- | ------------ | ------------ |
| 三重県道642号国府白子停車場線 | 白子本町     | 起点         |
| 三重県道6号四日市楠鈴鹿線     | 江島本町     | 終点         |

### 沿線
- 近鉄名古屋線 白子駅
- 白子漁港